# 沸流
沸流（ふっりゅう、朝鮮語: 비류、? - 紀元前18年）は、夫余の部族王である解扶婁の孫の優台の長男であり、百済の建国者である温祚王の兄である。K.J.H. GARDINERは、沸流と百済の第11代の王・比流は同一人物と指摘しており、比流以前の10人の百済王は虚構とした。

## 人物
夫余の部族である桂婁部の姫召西奴は、夫余の部族王である解扶婁の孫の優台と結婚し、沸流と温祚の二人の息子を生む。優台は早くに亡くなり、未亡人の召西奴は高句麗の始祖となる朱蒙と出会う。朱蒙と召西奴は恋に落ち、結婚したが、紀元前19年、朱蒙の北夫余時代の妻である礼氏と彼女の生んだ息子類利（るいり、ユリ、後の瑠璃明王）が夫余から逃れてきた。これを喜んだ朱蒙は類利を太子とし、礼氏を第一夫人にし、召西奴を第二夫人にする。傷ついた召西奴は息子の沸流と温祚と家臣とその一族、そして桂婁部の民とともに南下した。沸流は海辺に住みたいと弥鄒忽に行った。温祚は家臣と力を合わせて河南地域に慰礼城を築き、国を建て、国名を十済とした。沸流の選んだ弥鄒忽の地は、湿気の多い土壌で、浸水も多く、民衆は沸流が亡くなるとすぐに慰礼城に戻った。

## 「越郡」出自
『三国史記』百済本紀の分注に、朱蒙が卒本夫餘に至った際に越郡の娘を得て二子をもうけたとする記事がある。
「二子」とは、温祚と沸流のことであり、井上秀雄は「越郡」について、「中国浙江省紹興地方か」と注記している。すなわち、浙江省紹興の娘が、遼寧省丹東市桓仁県に来て、朱蒙との間に、百済の始祖となる温祚と沸流を生む。拝根興および葛継勇は、西安出土の在唐百済人墓誌の釈文のなかで、亡命百済貴族に「楚国琅邪」を籍貫とする人物がいることを指摘している。山東半島から江南に及ぶ中国沿海部と百済の関係から考えて、中国沿海から東渡した集団、山東から遼東を経て朝鮮半島に到達したと考えられる集団と同じ行跡を辿った集団との関連性が指摘されている。

## 家族
- 祖父：延陀勃
- 父：優台
- 母：召西奴
- 弟：温祚